# Chiapa de Corzo
Chiapa de Corzo egy város Mexikó Chiapas államának középső részén, lakossága 2010-ben meghaladta a 45 000 főt. Fontos turisztikai célpont, ugyanis egyike az ország Pueblo Mágico címet elnyert településeinek.

## Földrajz
A város Chiapas állam középpontjától kissé északnyugatra, a fővárostól, Tuxtla Gutiérreztől délkeletre található a Grijalva folyó partján. Bár a település csak 400–450 méteres tengerszint feletti magasságban fekszik, közvetlen közelében már a 2000 métert megközelítő hegyek emelkednek. Az éves középhőmérséklet 24–26 °C, a csapadék mennyisége évi 1000 mm körüli.

## Népesség
A település népessége a közelmúltban folyamatosan és rendkívül gyorsan növekedett:
| Év   | Lakosság |
| ---- | -------- |
| 1990 | 18 706   |
| 1995 | 27 654   |
| 2000 | 29 341   |
| 2005 | 37 627   |
| 2010 | 45 077   |

## Története
A várost Diego de Mazariegos kapitány alapította 1528. március 1-én, Villa Real de Chiapa néven. A település valahol a La Pochota nevű, a Grijalva folyó jobb partjának közelében ma is álló hatalmas fa körül kezdett kialakulni. 1552. augusztus 28-án közvetlenül a spanyol korona irányítása alá került, így neve is megváltozott: Pueblo de la Real Corona de Chiapa de Indios lett. 1562-ben ivóvízellátásának érdekében Rodrigo de León domonkos szerzetes felépíttette a La Pila néven ismert kútházat, 1554 és 1572 között pedig felépült a Szent Domonkos-templom (a „nagytemplom”).
A települést 1833. június 7-én az állam kormányzója, Joaquín Miguel Gutiérrez villa rangra emelte, 1851. március 27-én pedig Fernando Nicolás Maldonado még magasabb, ciudad rangot adományozott neki. Mai nevét, a Chiapa de Corzót 1881. december 29-én kapta Miguel Utrilla rendelete alapján, Ángel Albino Corzo reformpárti politikus, egykori kormányzó emlékére. 1883-ban az államot 12 megyére osztották, ezek egyikének Chiapa de Corzo lett a székhelye. 2000-ben felépült az autópálya San Cristóbal de las Casas felé.

## Turizmus, látnivalók

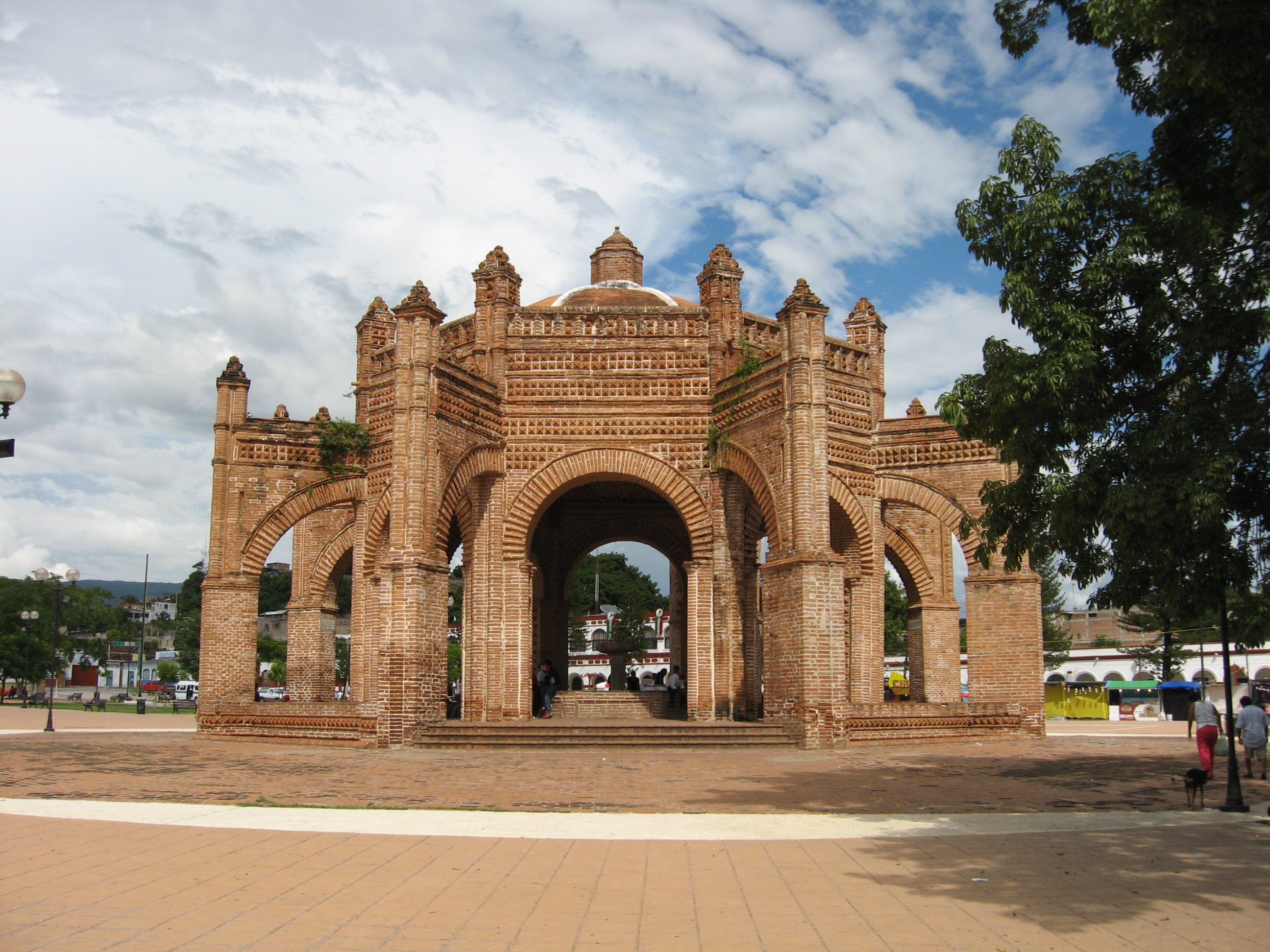
A La Pila

A városnak számos turisztikai vonzereje van. Egyrészt a közeli Sumidero-kanyont, a környék kilátópontjait, vízeséseit és barlangjait látogatják sokan, másrészt a város kulturális értékei jelentenek látnivalót. Két legfontosabb műemléke az 1562-ben felépült, mára a város jelképének számító La Pila néven ismert kútház és az 1572-re elkészült Szent Domonkos-templom, és a városban, a Szent Domonkos-kolostorban található a főként Chiapas művészetével foglalkozó La Laca nevű múzeum is. Emellett még több más templom, a La Pochota nevű hatalmas fa és a közeli Chiapa de Corzo régészeti terület érdemes megtekintésre.
A helyi kézművesek fő termékei a hímzések és a fából faragott dísz- és használati tárgyak, köztük például játékok és hangszerek.